# سازگار با محیط زیست
سازگار با محیط زیست یا زیست سازگار اصطلاحی پایایی و بازاریابی است که به کالا و خدمات، قوانین، راهبردها و سیاست‌هایی اشاره دارد که سبب کاهش یا رفع آسیب رسیدن به محیط زیست یا اکوسیستم شود. بعضی از شرکت‌ها برای تبلیغ کالا و خدمات خود از این اصطلاحات استفاده می‌کنند؛ گاهی نیز از برچسب‌های سازگاری با محیط زیست استفاده می‌شود. سوءاستفاده از این اصطلاحات، سبزشویی نام دارد.
سازمان بین‌المللی استانداردسازی استانداردهای ایزو ۱۴۰۲۰ و ایزو ۱۴۰۲۴ را ارائه نموده تا رویه و اصولی را برای برچسب‌های سازگاری با محیط زیست برقرار سازد.

## انواع اقلیمی

### اروپا

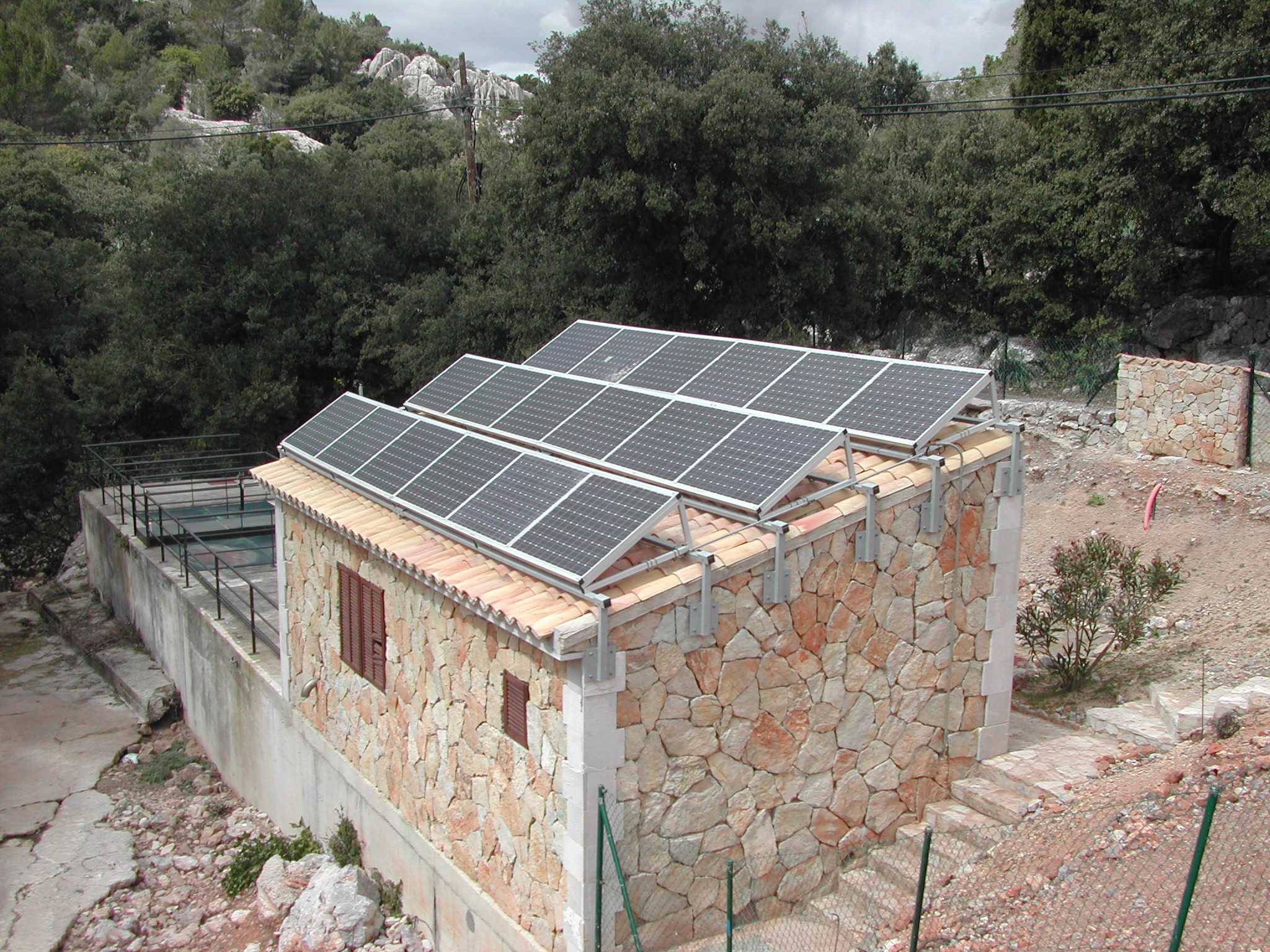
یک دستگاه تصفیه فاضلاب که با انرژی خورشیدی کار می‌کند، واقع در صومعه سانتاناری د للو در اسپانیا.

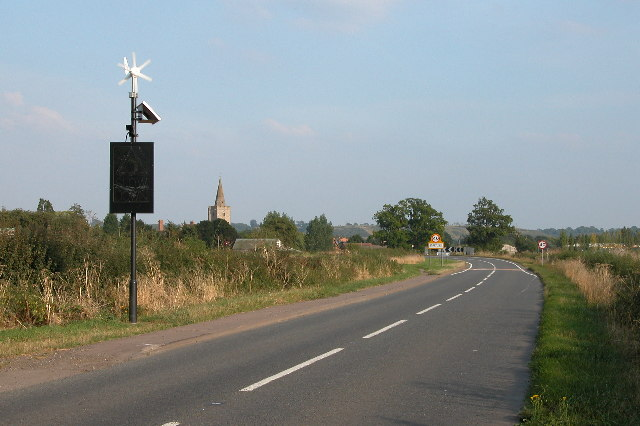
یک هشداردهنده سرعت زیست سازگار که نیروی آن با انرژی خورشیدی و باد فراهم می‌شود.

محصولات موجود در اعضای اتحادیه اروپا می توانند از برچسب سازگاری با محیط زیست اتحادیه اروپا استفاده کنند. طرح مدیریت محیط زیست و حسابرسی یا ایماس نیز یکی دیگر از برچسب‌های اتحادیه اروپا است که نشان می‌دهد مدیریت یک سازمان سبز است یا خیر. آلمان نیز بر اساس استانداردهای آلمان از فرشته آبی استفاده می‌کند.

### آمریکای شمالی
آژانس حفاظت از محیط زیست ایالات متحده برخی از برچسب‌های سازگاری با محیط زیست را در تعیین اینکه آیا محصول واقعاً «سبز» است یا نه، گمراه‌کننده می‌داند.
در کانادا، تنها محصولاتی که توسط  برنامه انتخاب محیط زیست تایید شوند می‌توانند از برچسب سازگاری با محیط زیست استفاده کنند.

### بین‌المللی
ستاره انرژی برنامه‌ای با هدف اصلی افزایش بهره‌وری انرژی و کاهش غیرمستقیم انتشار گازهای گلخانهای است.  ستاره انرژی دارای بخش‌های مختلف برای ملت‌ها یا مناطق مختلف، از جمله ایالات متحده،  اتحادیه اروپا و استرالیا است. این برنامه که در ایالات متحده تاسیس شد، در کانادا، ژاپن، نیوزیلند و تایوان نیز وجود دارد.